# Condado de Phillips (Colorado)
O Condado de Phillips é um dos 64 condados do Estado americano do Colorado. A sede do condado é Holyoke, que é também a sua maior cidade. O condado possui uma área de 1781 km² (dos quais 0 km² estão cobertos por água), uma população de 4480 habitantes, e uma densidade populacional de 3 hab/km² (segundo o censo nacional de 2000). O condado foi fundado em 1889.